# Live in the LBC & Diamonds in the Rough
Live in LBC & Diamonds in the Rough este primul DVD live și album de compilație al trupei de heavy metal Avenged Sevenfold. A fost lansat la 16 septembrie 2008 de casa de discuri Warner Bros. Records. DVD-ul live prezintă lansarea albumului la 10 aprilie 2008, la Long Beach Arena, unde se petrecea turneul Rockstar Taste of Chaos, în timp ce CD-ul conținea înainte de lansare versiunile B care au fost înregistrate în timpul producției de Avenged Sevenfold. Albumul conține și un cover al melodiei Walk a formației Pantera, și alte materiale care nu mai fuseseră lansate.

## Lista cântecelor
1. Intro - 0:56
2. Critical Acclaim - 6:06
3. Second Heartbeat (abridged) - 5:07
4. Afterlife - 7:33
5. Beast and the Harlot - 6:00
6. Scream - 6:24
7. Seize the Day - 7:55
8. Walk (abreviat și membru de la audiență pe vocal) (Pantera cover) - 2:12
9. Bat Country - 6:01
10. Almost Easy - 5:38
11. Gunslinger - 4:30
12. Unholy Confessions - 7:25
13. A Little Piece of Heaven - 10:56